# مغیرة بن نوفل
مغیره بن نوفل بن حارث بن عبدالمطلب از قبیله بنی‌هاشم و ملقب به ابویحیی است. او در زمان حیات محمد، میزیسته و از صحابه او بشمار می‌آید. او دستگیرکننده و زندانی کننده ابن ملجم مرادی پس از ترور علی بن ابی‌طالب بود. از او اشعاری در رثای حسین بن علی گزارش شده‌است. همسر او امامه، پیش از ازدواج با او، همسر علی بن ابی‌طالب بود و به وصیت علی با مغیره ازدواج کرد.

## سرگذشت
مغیره بن نوفل بن حارث بن عبدالمطلب، از قریشی نسب‌های و از تیره بنی هاشم است که به ابویحیی مکنی است. وی در زمان حیات محمد و قبل از هجرت پیامبر اسلام به مدینه در مکه به دنیا آمد. به گزارش ابن اثیر، وی در حدود سال ششم از حیات محمد را درک کرده‌است و به عنوان یک صحابی شناخته می‌شود. وی را شخصیتی با نفوذ گزارش کرده‌اند که در زمان خلافت عثمان، قضاوت شهر مدینه را عهده‌دار بوده‌است. وی در جنگ صفین در کنار علی بن ابی‌طالب بود و او را یاری کرد. وی از دستگیر کنندگان ابن ملجم مرادی بود. ابن ملجم که علی را در مسجد کوفه مورد ضربت قرار داد، از مسجد گریخت و هر کس که قصد دستگیری او را داشت، با شمشیر فراری می‌داد؛ تا آنکه مغیره پارچه‌ای را روی صورت ابن ملجم انداخت و او را دستگیر کرد. او همچنین ابن ملجم را در خانه خود حبس کرد تا آنکه علی بن ابی‌طالب از دنیا رفت. از وی اشعاری در مرثیه حسین بن علی نیز گزارش شده‌است. بلاذری این شعر چنین گزارش می‌کند:
| أضحَكَنِي الدَّهرُ وأَبكاني وَ الدَّهرُ ذو صَرفٍ وأَلوانِ |  | يا لَهفَ نَفسي وهِيَ النَّفسُ لا تَنفَكُّ مِن هَمٍّ وأَحزانِ |
| عَلى اُناسٍ قُتِلوا تِسعَةٍ بِالطَفِّ أمسَوا رَهنَ أكفانِ  |  | وسِتَّةٍ ما إن أرى مِثلَهُم بَني عَقيلٍ خَيرِ فُرسانِ    |

او در زمان حکومت حسن مجتبی،‌ توسط حسن بن علی موظف شد تا مردم کوفه را دعوت به نبرد با معاویه کند.

## درگذشت و آرامگاه
از تاریخ مرگ او خبری گزارش نشده‌است اما مشخص است که پس از واقعه کربلا درگذشته است. بنابر گزارشی وی در اوایل خلافت عمر بن خطاب در سال ۱۵ ه.ق و در نقلی دیگر، درگذشتش در سال ۲۰ ه.ق گزارش شده‌است. وی پس از مرگ در بقیع دفن شد.

## همسر و فرزندان
همسر او را امامه گزارش کرده‌اند که قبل از ازدواج با مغیره، همسر علی بن ابی‌طالب بود. پس از آنکه علی بن ابی‌طالب مورد ضربت قرار گرفت و در بستر بیماری افتاد، وصیت کرد که پس از او امامه به عقد مغیره درآید. پس از درگذشت علی بن ابی‌طالب و با وجود اینکه معاویه بن ابی‌سفیان تقاضای ازدواج با امامه را مطرح کرده بود و از او خواستگاری نموده بود، اما با مخالفت امامه مواجه شد و او به عقد مغیره درآمد.

## ترجمه
1. ↑  روزگار، مرا گريانْد و خندانْد و روزگار، در گذر و رنگارنگ است. / آه و فسوس بر من كه جانى دارم كه از اندوه و غم ، جدا نمى گردد؛ / غم و اندوه بر نُه تن كه در سرزمين طَف كشته شدند و همگىِ آنها، سرانجام، كفن شدند / و شش تن كه هرگز، همانندشان را نمى بينم؛ فرزندان عقيل، آن بهترينِ جنگاوران.